# Aigéai (Achaïe)
Pour les articles homonymes, voir Aigéai (homonymie).
Æeges ou Égées (en grec ancien  Αἰγαί / Aigaí) est une ville et un port d'Achaïe, sur la côte nord du Péloponnèse, sur la partie méridionale du golfe de Corinthe.
Dans l'Antiquité, son temple de Poséidon était célèbre, et ce fut l'une des douze villes confédérées. Une ville homonyme est mentionnée sur l'île d'Eubée, et celle-ci avait également un temple dédié à Poséidon.